# Скарборо (Тринидад и Тобаго)
Ска́рборо (англ. Scarborough) — крупнейший город и столица Тобаго, меньшего из двух обитаемых островов Тринидада и Тобаго.

## История
Является столицей острова с 1769 года (приняв этот статус от Джорджтауна). Изначально город строился вокруг форта Кинг-Джордж, названного в честь короля Великобритании Георга III. Сейчас в форте находится исторический музей. Под управлением Франции город носил название Порт-Луи (фр. Port Louis).

## Транспорт
Связан паромом с Порт-оф-Спейном, столицей государства, располагающейся на острове Тринидад. Авиасообщение обеспечивается аэропортом Краун-Пойнт, который находится в одноимённом городке.